# Хауд, Турийя
Ту́рийя Ха́уд-Во́ган (нидерл. Touriya Haoud-Vaughan; род. 1977) — нидерландская актриса.

## Биография
Турийя Хауд родилась 1 октября 1977 года в Ренене (Утрехт, Нидерланды).
В апреле 2005 года переехала в США.
В 2002—2006 года Турийя сыграла в 7-ми фильмах и телесериалах.
С 4 июня 2006 года Турийя замужем за актёром Грегом Воганом (род.1973), о расставании с которым стало известно 14 апреля 2014 года. У супругов есть три сына: Джетан Джеймс Воган (род.04.05.2007), Кэван Томас Воган (род.19.01.2010) и Лэндан Рид Воган (род.06.03.2012).